# انتخابات الرئاسة الأرجنتينية 2003
انتخابات الرئاسة الأرجنتينية 2003 هي الانتخابات الرئاسية التي جرت في 27 أبريل 2003، لانتخاب رئيس الأرجنتين، فاز بالانتخابات نيستور كيرشنير.